# سعید نمکی
سعید نمکی (زادهٔ ۲۴ خرداد ۱۳۳۷) داروساز و سیاستمدار ایرانی است که در دولت دوازدهم از سال ۱۳۹۷ تا ۱۴۰۰ سمت وزیر بهداشت، درمان و آموزش پزشکی را برعهده داشت.
وی پیش از این سرپرست وزارت بهداشت، درمان و آموزش پزشکی از ۱۳ دی تا ۱۵ بهمن ۱۳۹۷ بود. وی فارغ‌التحصیل دانشگاه علوم پزشکی اصفهان در رشته داروسازی است. عضو هیئت علمی دانشگاه علوم پزشکی شهید بهشتی با مرتبهٔ علمی دانشیاری، معاون سازمان برنامه و بودجه کشور، عضو شورای سیاستگذاری مرکز ملی تحقیقات بیمهٔ سلامت، و معاون سابق محیط طبیعی سازمان حفاظت محیط زیست می‌باشد. وی در ۱۵ بهمن سال ۱۳۹۷ رای اعتماد نمایندگان مجلس شورای اسلامی را با ۲۲۹ رای موافق جهت تصدی وزارت بهداشت اخذ نمود.
او در سال ۱۳۹۴ به معاونت امور اجتماعی و عمومی در سازمان مدیریت (سازمان برنامه و بودجه) منصوب شد و به گفته خود وی، ۲۵ سال پیش از این تاریخ، معاون بهداشتی وزیر بهداشت بوده است، او همچنین، مدتی مشاور معصومه ابتکار بوده است و چندسال مدیرعامل چند کارخانه داروسازی از جمله تولید دارو بوده است.

## اقدامات
وی امضاکنندهٔ تفاهم‌نامهٔ نقشهٔ درمان ایران ۱۴۰۴ میان وزارت بهداشت و سازمان برنامه و بودجه بود، که بر اساس این تفاهم‌نامه در راستای افزایش عدالت جغرافیای مقرر شد که تفاوت میان استان‌ها و تفاوت درون استان‌ها، با توزیع تخت‌های جدید، به میزان حداقل ۲۵ درصد کاهش یابد.
وی در سازمان غذا و دارو به منظور مبارزه بافساد و ایجاد شفافیت قرارگاه ویژه ای راه اندازی کرد که در اوج تحریم‌ها ثبات دارویی برقرار کرد.

### لغو مصوبه کمیسیون موارد خاص وزارت بهداشت
نقل و انتقال دانشجویان علوم پزشکی خارج از کشور به داخل، استفاده فرزندان اعضای هیئت علمی از سهمیه‌های خاص و تغییر رشته برخی دانشجویان دامپزشکی به پزشکی طی روزهای آبان ۱۳۹۸، بازتاب گسترده‌ای در رسانه‌ها داشت و منجر به واکنش عموم مردم و نخبگان شد، شاید بتوان گفت از بین این خبرهای جنجالی ماجرای تغییر رشته برخی دانشجویان دامپزشکی به پزشکی حاشیه‌های بیشتری داشت؛ که این بازتاب در رسانه‌ها در ابتدای زمانی بود که سعید نمکی به وزارت بهداشت آمد و مباحث مختلف در این زمینه مطرح شد و گفته شد که این ضابطه بدون نظر وزارت بهداشت اتفاق افتاده است.
موضوع از این قرار بوده است که در سال ۹۶ اتفاقی عجیب در دانشگاه آزاد اسلامی برای تغییر رشته گروهی خاص از دانشجویان اتفاق افتاده است، که فرزندان اعضای هیئت علمی دانشگاه آزاد بتوانند بنابر انتخاب خودشان اما با شروطی تغییر رشته بدهند، برای مثال فرزند یک عضو خاص از هیئت علمی دانشگاه آزاد که در رشته دامپزشکی پذیرفته شده است، در رشته پزشکی ادامه تحصیل دهد؛ و برخی افراد بانفوذ بدون داشتن فاکتورهای لازم در قانون اقدام به تغییر رشته کرده‌اند.
پس از انتشار و واکنش‌ها در آبان ۱۳۹۸ نام دو دانشجویی که به صورت غیرقانونی و با اعمال نفوذ والدین هیئت علمی خود از دامپزشکی به رشته‌های داروسازی و پزشکی تغییر رشته داده بودند منتشر شد. نکته قابل تأمل اینجا بود که یکی از آنها فرزند رسول دیناروند رئیس اسبق سازمان غذا و دارو بود.
پس از طرح این مسایل در فضای رسانه‌ها، «محمدمهدی طهرانچی» رئیس دانشگاه آزاد اسلامی در گفتگو با ایسنا در خصوص تغییر رشته فرزندان اعضای هیئت علمی از دامپزشکی به پزشکی در دانشگاه آزاد اسلامی اظهار داشت در سال ۹۵ دو نفر از مدیران وقت وزارت بهداشت، درمان و آموزش پزشکی که فرزندان آنها در رشته دامپزشکی قبول شده بودند، تمایل به تغییر رشته از دامپزشکی به داروسازی داشتند، محمدمهدی طهرانچی رئیس دانشگاه آزاد در این خصوص گفت که با توجه به فشارهایی که از مجاری مختلف برای حل این مشکل به دانشگاه آزاد اسلامی وارد شد، رئیس وقت این دانشگاه در شهریور ۹۶ پس از استعلام از وزارت بهداشت و درمان و آموزش پزشکی و اعلام موافقت آن وزارتخانه با انتقال فرزندان این افراد، با تعمیم این موضوع به همه فرزندان هیئت علمی برای جلوگیری از رفتار تبعیض‌آمیز با توجه به اختیار مصوبه ۷۳۵ شورای عالی انقلاب فرهنگی مبنی بر تفویض اختیار وضعیت فرزندان اعضای هیئت علمی به وزرای علوم، تحقیقات و فناوری و بهداشت و درمان و آموزش پزشکی و همچنین رئیس دانشگاه آزاد اسلامی استفاده می‌کنند و لذا تصمیم می‌گیرد جابجایی رشته دامپزشکی به پزشکی شامل حال همه فرزندان اعضای هیئت علمی شود؛ و در واقع منشأ این مصوبه درخواست برخی از مدیران ارشد وزارت بهداشت، درمان و آموزشی پزشکی بوده است که حتی پیگیر اجرای خواسته خود به شکل دیگری در سال ۹۷ نیز بوده‌اند. محمدمهدی طهرانچی همچنین اعلام کرد موضوع در دورهٔ تصدی وی دیگر ادامه پیدا نکرده است و مصوبه هیئت رئیسه نیز در اسفند ماه سال قبل لغو شده، و با دستورِ نمکی وزیر بهداشت نیز مبنی بر لغو مصوبه کمیسیون موارد خاص وزارت بهداشت در سال ۹۷، موضوع کاملاً منتفی شده است.
براساس افشاگری رئیس دانشگاه آزاد اسلامی، منشأ مصوبه تغییر رشته فرزندان اعضای هیئت علمی از دامپزشکی به پزشکی، ۲ نفر از مدیران ارشد وزارت بهداشت بودند که فرزندانشان در رشته دامپزشکی قبول شده بوده‌اند؛ که در سال ۹۵ دو نفر از مدیران وقت وزارت بهداشت که فرزندان آنها در رشته دامپزشکی قبول شده بودند، تمایل به تغییر رشته از دامپزشکی به داروسازی داشته‌اند.
درخواست شد این اجازه داده شود، اما به شرطی که افراد برای استفاده از این مصوبه ابتدا ۳۶ واحد خارج از کشور طی کرده و بعد به داخل کشور بیایند، و امتیازاتی برای این افراد قائل شود چونکه برای آنها توقع ایجاد شده و از این شرط استفاده کنند.

### ریاست ستاد ملی مبارزه با کرونا
در پی شیوع بیماری کرونا (کووید-۱۹) در ۴ اسفند ۱۳۹۸، حسن روحانی، رئیس‌جمهور ایران طی حکمی به سعید نمکی، وی را مأمور به تشکیل ستاد ملی مبارزه با کرونا کرد و نمکی ریاست ستاد را عهده‌دار شد. این ستاد مأموریت دارد تا از تمام توان مجموعه‌های ذی‌ربط به منظور کمک به جلوگیری از شیوع و ریشه‌کنی هر چه سریع‌تر این بیماری استفاده کند.

### راه اندازی پرونده الکترونیک سلامت
پرونده الکترونیک سلامت یکی از مواردی است که در قانون برنامه پنجم و ششم توسعه بر اجرای آن تأکید شده است. نمکی زمانی که معاون سازمان برنامه و بودجه بود، در این زمینه گفته بود: اگر پرونده الکترونیک سلامت، راهنماهای بالینی، نظام ارجاع و پزشک خانواده به درستی و کامل اجرا شود، به شکل قابل توجهی هزینه‌های نظام سلامت و سازمان‌های بیمه‌گر منطقی خواهد شد. 
پس از انتصاب نمکی به عنوان سرپرست وزارت بهداشت و سپس کسب رای اعتماد از مجلس، اجرای پرونده الکترونیک سلامت یکی از اولویت‌های وزارت بهداشت قرار گرفت و در چهارم تیر ۱۳۹۸ با حضور حسن روحانی رئیس‌جمهور کلید خورد. 

## حواشی
در مهر ماه ۱۳۹۸ ابتلا حدود ۲۰۰ نفر از اهالی روستای چنارمحمودی به ویروس اچ آی وی در خانه بهداشت این روستا، در زمان تصدی وزارت سعید نمکی اتفاق افتاد که با واکنش‌های بسیاری از سوی مردم و رسانه‌ها همراه شد. وی در مصاحبه‌ای گفت که مردم چنار محمودی بر اثر روابط نامطلوب و معتادان تزریقی به ویروس HIV مبتلا شدند که این حرف او حواشی زیادی به دنبال داشت.
در مرداد ماه ۱۳۹۸ سعید نمکی با افزایش ظرفیت دانشجوی پزشکی صریحاً مخالفت کرد. وزیر بهداشت بیان داشت که افزایش بیش از این ظرفیت پذیرش پزشکی به نفع کشور نیست. خبرگزاری دانشگاه آزاد اسلامی آن را مغالطه دانست. چرا که طبق گزارش سازمان جهانی بهداشت (WHO)، در رتبه‌بندی جهانی سرانه پزشک به ازای هر هزار نفر در بین ۱۹۷ کشور بررسی شده است و ایران در رتبه ۱۱۳ دنیا قرار دارد که این مسئله نشان دهنده بحران کمبود پزشک در ایران است. دکتر ایرج حریرچی، قائم مقام وزارت بهداشت، گفته است که استاندارد جهانی تعداد پزشک، ۳٫۵ نفر پزشک به ازای هر هزار نفر جمعیت است که این آمار در ایران از ۱٫۲۱ تا ۱٫۲۸ نفر پزشک به ازای هر هزار نفر جمعیت است. این بدان معناست که برای یک جمعیت هزار نفری، ۳٫۵ نفر پزشک مورد نیاز است که در ایران حدود ۱٫۳ نفر پزشک خدمات ارائه می‌کنند. بسیاری از معضلات نظام سلامت کشور از کمبود پزشک نشأت می‌گیرد. از جمله معضلاتی که می‌توان برشمرد دسترسی محدود بیماران به پزشک، افزایش فشار کاری بر پزشکان و کاهش کیفیت خدمات، بوجود آمدن صفهای طولانی برای دریافت خدمات و… می‌باشد. در ۲۵ تیرماه میرزابیگی پس از همه‌گیری کرونا گفت: «با کمبود نیرو رو به رو هستیم.» تعارض منافع در کمیسیون بهداشت و درمان مجلس دهم به گونه ای بوده است که طرح افزایش ظرفیت (۲ برابر شدن ظرفیت) پزشکی با اکثریت آراء-تنها یک موافق-در این کمیسیون رد شد، در حالی که سرانه پزشکی کشور از میانگین جهانی بسیار پایین‌تر است. به‌گونه‌ای که بر اساس گزارش سازمان بهداشت جهانی در سال ۲۰۱۸، ایران در جایگاه ۸۵ جهان و در میان ۲۴ کشور منطقه نیز پایین‌تر از فلسطین، قرقیزستان، ترکمنستان، تاجیکستان، عربستان سعودی و لبنان در جایگاه هیجدهم قرار دارد. محاسبات نشان می‌دهد با ادامه روند موجود بیش از ۲۰ سال نیاز است که تعداد پزشک ما به سرانه میانگین جهانی برسد.

### توهین در پخش زنده تلویزیونی جلسه کرونای استان سیستان و بلوچستان
در پخش زنده تلویزیونی تیر ۱۴۰۰ جلسه ستاد مدیریت و مقابله با بیماری کرونای استان سیستان و بلوچستان که با حضور وزیر بهداشت، درمان و آموزش پزشکی و معاونین این وزارتخانه برگزار شد، نمکی در واکنش به اظهارات نماینده سیستان و بلوچستان عصبانی شد. و در واکنش به فداحسین مالکی نماینده زاهدان که از اظهارات او انتقاد کرده و رفتارش را توهین‌آمیز خوانده بود، گفت: «گه خورده اگر کسی به مردم شما توهین کرده است.» در پاسخ نماینده زاهدان گفت: «ما به شما اجازه توهین نمی‌دهیم باید از مردم استان عذر خواهی کنید، شما که عددی نیستید.»

## تملق و چاپلوسی

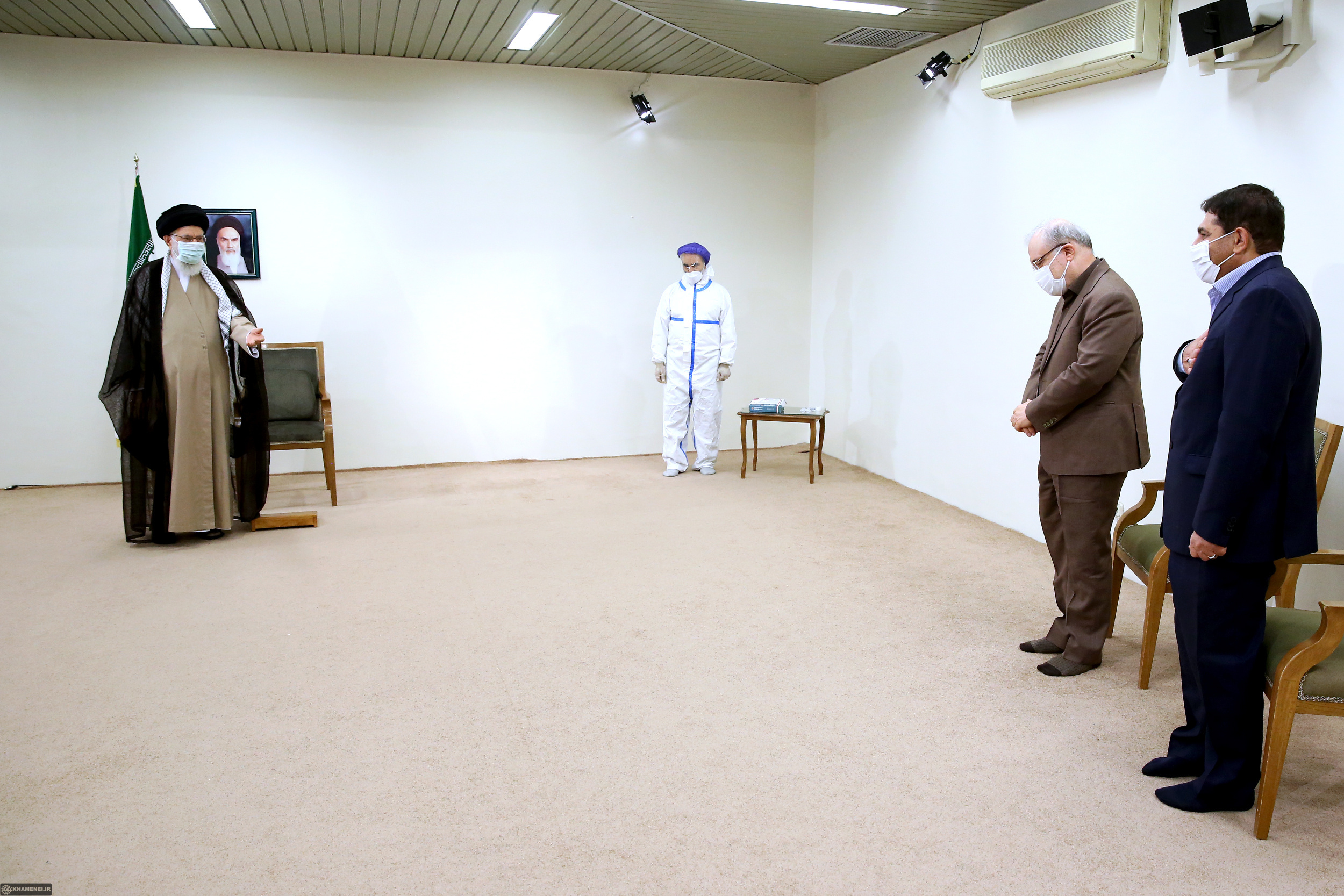
از راست: محمد مخبر و سعید نمکی، دریافت نوبت اول واکسن کوو ایران برکت توسط علی خامنه‌ای

او در دوران وزارت خود همواره متملق رهبر جمهوری اسلامی سید علی خامنه‌ای بوده در زیر نمونه‌ای از گفته‌هایش آورده شده است:
- هدایت رهبری باعث حماسه آفرینی در مهار ویروس کرونا شد. (بهار ۹۹)[۱۹][۲۰]
- تا خدا هست و دعای شما، هراسی از ویروس کرونا نداریم. (نامه نمکی به سید علی خامنه‌ای. تابستان ۹۹)[۲۱]
- رابطه من و رهبر، رابطه مرید و مراد بود، اما الان به عاشق و معشوق تبدیل شده! (نمکی. تابستان۹۹)[۲۲]
- عهد بسته‌ام کمتر گله کنم تا مبادا سبب رنجش رهبر معظم و مردم شوم. (نمکی. پاییز ۹۹)[۲۳]
- بزرگ‌ترین علت کامیابی ایران در مبارزه با کرونا، حمایت‌های بی‌بدیل مقام معظم رهبری بود. (نمکی. پاییز ۹۹)[۲۴]
- توصیه‌های رهبری در خصوص منع واردات واکسن کرونای آمریکا و انگلیس کاملاً دلسوزانه و علمی بود. (نمکی. زمستان ۹۹)[۲۵]
- هر وقت فکر می‌کنم شاید این مرد بزرگ (خامنه‌ای) را برنجانمش، بغض گلویم را می‌گیرد. (نمکی. بهار ۱۴۰۰)[۲۶]
- نمی‌خواهم خیلی به کالبد شکافی موج چهارم کرونا بپردازم، زیرا غصه‌ای بر غصه‌های رهبری اضافه می‌کند. (بهار ۱۴۰۰)[۲۷][۲۸]

تملق‌گویی‌های وی آن قدر بالا گرفت که روزنامه جمهوری اسلامی در یادداشتی نوشت: «مردم از فرافکنی‌ها، وعده‌های بی‌پشتوانه، تملق‌گویی‌ها، بدگویی‌ها و به‌طور کلی زیاد حرف زدن شما مسئولان عصبانی هستند.»